# NGC 6441
NGC 6441 is een bolvormige sterrenhoop in het sterrenbeeld Schorpioen. Het hemelobject werd op 13 mei 1826 ontdekt door de Schotse astronoom James Dunlop.
Vanaf de Aarde gezien bevindt deze bolvormige sterrenhoop, die de Engelstalige bijnaam Silver Nugget Cluster heeft gekregen, zich net ten oosten van de ster G Scorpii (Fuyue) met schijnbare magnitude +3. Vanuit de Benelux gezien klimt G Scorpii, tijdens de culminatie, echter tot slechts twee graden boven de zuidelijke horizon. Er kunnen pogingen ondernomen worden om G Scorpii alsnog te zien te krijgen, met behulp van verrekijkers of telescopen. Van NGC 6441 zal echter niets waargenomen kunnen worden. G Scorpii en NGC 6441 bevinden zich 2 graden ten zuidzuidwesten van de Ptolemaeuscluster (Messier 7).

## Synoniemen
- GCL 78
- ESO 393-SC34